# École des mines du Nouveau-Mexique
L’École des mines du Nouveau-Mexique (nom officiel : Institut technologique et des mines du Nouveau-Mexique, de l'anglais « New Mexico Institute of Mining and Technology » ; nom d’usage en vigueur : « NMT », de l'anglais « New Mexico Institute of Technology ») est une université de la ville de Socorro dans l'État du Nouveau-Mexique aux États-Unis. 

## Projets notables
- RTLinux